# Jesús Antonio Valdés Palazuelos
Jesús Antonio Valdés Palazuelos (Culiacán, Sinaloa; 13 de diciembre de 1978) es un político mexicano, actualmente candidato al Senado por el Partido Verde Ecologista de México en el estado de Sinaloa desde diciembre de 2018. También se ha desempeñado como Secretario de Agricultura y Ganadería durante la administración de Quirino Ordaz Coppel, Presidente Municipal de Culiacán de 2017 a 2018 y diputado federal de 2012 a 2015.

## Carrera política
Inició su carrera política desde muy joven en las filas del Partido Revolucionario Institucional, donde asumió múltiples cargos internos tales como delegado en diverso municipios y consejero nacional, estatal y municipal.
En las elecciones estatales de 2007 logró ser electo diputado local por el 24 distrito local, con cabecera en la ciudad de Culiacán, dentro del Congreso del Estado de Sinaloa se desempeñó como presidente de la Comisión de Desarrollo Económico.
En 2012 fue postulado y electo diputado federal por el Distrito 5 de Sinaloa para la LXII Legislatura, logrando así su segundo puesto de elección popular.
En enero de 2016 se le designó candidato del Partido Revolucionario Institucional a la alcaldía de Culiacán, más tarde su candidatura recibiría el respaldo de Nueva Alianza, al finalizar la jornada electoral del 5 de junio, se confirma la victoria de Valdés Palazuelos tras obtener 116,386 votos, equivalente al 45.16% de la votación emitida. Entra en funciones del cargo el 1 de enero de 2017 sucediendo a Sergio Torres Félix.
En enero de 2018, a un año de haber protestado en el cargo, Valdés Palazuelos anuncia que solicitaría licencia del cargo para contender por la reelección, siendo el primero en la historia del municipio. Fue derrotado al obtener 136,152 votos, el 35.06% de la votación contra 170,600 votos, el 43.94% logrado por Jesús Estrada Ferreiro, su derrota representó el final del 20 años de gobierno ininterrumpido del Partido Revolucionario Institucional en el municipio.
En julio de ese mismo año, el gobernador Quirino Ordaz Coppel lo designó Secretario de Agricultura y Ganadería, cargo al que renunció unos meses después para contender por la dirigencia estatal del Partido Revolucionario Institucional, misma que ganó y desempeña desde diciembre.